# Tubiluchus remanei
Espèce
Tubiluchus remanei est une espèce de priapuliens de la famille des Tubiluchidae.

## Distribution
Cette espèce meiobenthique est endémique d'Égypte. Elle se rencontre dans la mer Rouge.

## Étymologie
Cette espèce est nommée en l'honneur d'Adolf Remane.

## Publication originale
- van der Land, 1982 : A new species of Tubiluchus (Priapulida) from Red Sea. Netherlands Journal of Zoology, vol. 32, no 3, p. 324-335.